# Circonscription des West Midlands
West Midlands est une circonscription du Parlement européen. Il était représenté par sept MEPs selon la méthode D'Hondt. En 2009, la circonscription a été réduite à six sièges, mais a également élu une eurodéputée virtuelle qui a pris son siège au Parlement lors de l'entrée en vigueur du traité de Lisbonne. La circonscription était représentée par sept MEPs avant les élections de 2009, jusqu'à la sortie du Royaume-Uni de l'Union européenne le 31 janvier 2020 (Brexit).

## Frontière
La circonscription correspond au West Midlands région d'Angleterre, qui comprend les comtés de cérémonie du Herefordshire, Shropshire, Staffordshire, Warwickshire, West Midlands et Worcestershire.

## Histoire
Il a été formé à la suite de l'European Parliamentary Elections Act 1999, le remplacement d'un certain nombre de circonscriptions uninominales. C'étaient Birmingham East, Birmingham West, Coventry and North Warwickshire, Herefordshire and Shropshire, Worcestershire and South Warwickshire, est une partie du Peak District, Staffordshire East and Derby, est Staffordshire West and Congleton.

## Nouveaux membres
| MEPs pour les West Midlands, à partir de 1999 | MEPs pour les West Midlands, à partir de 1999 | MEPs pour les West Midlands, à partir de 1999 | MEPs pour les West Midlands, à partir de 1999 | MEPs pour les West Midlands, à partir de 1999                                             | MEPs pour les West Midlands, à partir de 1999                                             | MEPs pour les West Midlands, à partir de 1999                                             | MEPs pour les West Midlands, à partir de 1999                                             | MEPs pour les West Midlands, à partir de 1999                                             | MEPs pour les West Midlands, à partir de 1999 | MEPs pour les West Midlands, à partir de 1999                                                  | MEPs pour les West Midlands, à partir de 1999                                                  | MEPs pour les West Midlands, à partir de 1999                                                  | MEPs pour les West Midlands, à partir de 1999                                                  | MEPs pour les West Midlands, à partir de 1999 | MEPs pour les West Midlands, à partir de 1999       | MEPs pour les West Midlands, à partir de 1999 |
| --------------------------------------------- | --------------------------------------------- | --------------------------------------------- | --------------------------------------------- | ----------------------------------------------------------------------------------------- | ----------------------------------------------------------------------------------------- | ----------------------------------------------------------------------------------------- | ----------------------------------------------------------------------------------------- | ----------------------------------------------------------------------------------------- | --------------------------------------------- | ---------------------------------------------------------------------------------------------- | ---------------------------------------------------------------------------------------------- | ---------------------------------------------------------------------------------------------- | ---------------------------------------------------------------------------------------------- | --------------------------------------------- | --------------------------------------------------- | --------------------------------------------- |
| Élection                                      |                                               | 1999 (5e parlement)                           |                                               | 2004 (6e parlement)                                                                       |                                                                                           | 2009 (7e parlement)                                                                       | 2009 (7e parlement)                                                                       | 2009 (7e parlement)                                                                       |                                               | 2014 (8e parlement)                                                                            | 2014 (8e parlement)                                                                            | 2014 (8e parlement)                                                                            | 2014 (8e parlement)                                                                            |                                               | 2019 (9e parlement)                                 |                                               |
| MEP Parti                                     |                                               | Philip Bushill-Matthews Conservateur          | Philip Bushill-Matthews Conservateur          | Philip Bushill-Matthews Conservateur                                                      |                                                                                           | Siège Aboli                                                                               |                                                                                           | Anthea McIntyre Conservateur                                                              | Anthea McIntyre Conservateur                  | Anthea McIntyre Conservateur                                                                   | Anthea McIntyre Conservateur                                                                   | Anthea McIntyre Conservateur                                                                   | Anthea McIntyre Conservateur                                                                   | Anthea McIntyre Conservateur                  | Anthea McIntyre Conservateur                        |                                               |
| MEP Parti                                     |                                               | Philip Bradbourn Conservative                 | Philip Bradbourn Conservative                 | Philip Bradbourn Conservative                                                             | Philip Bradbourn Conservative                                                             | Philip Bradbourn Conservative                                                             | Philip Bradbourn Conservative                                                             | Philip Bradbourn Conservative                                                             | Philip Bradbourn Conservative                 |                                                                                                | Daniel Dalton Conservateur                                                                     | Daniel Dalton Conservateur                                                                     | Daniel Dalton Conservateur                                                                     |                                               | Rupert Lowe Brexit Party                            |                                               |
| MEP Parti                                     |                                               | Malcolm Harbour Conservateur                  | Malcolm Harbour Conservateur                  | Malcolm Harbour Conservateur                                                              | Malcolm Harbour Conservateur                                                              | Malcolm Harbour Conservateur                                                              | Malcolm Harbour Conservateur                                                              | Malcolm Harbour Conservateur                                                              |                                               | Bill Etheridge UKIP (2014-2018) Indépendant (2018) Libertarian (2018-2019) Brexit Party (2019) | Bill Etheridge UKIP (2014-2018) Indépendant (2018) Libertarian (2018-2019) Brexit Party (2019) | Bill Etheridge UKIP (2014-2018) Indépendant (2018) Libertarian (2018-2019) Brexit Party (2019) | Bill Etheridge UKIP (2014-2018) Indépendant (2018) Libertarian (2018-2019) Brexit Party (2019) |                                               | Andrew Kerr Brexit Party (2019) Indépendant (2019-) |                                               |
| MEP Parti                                     |                                               | John Corrie Conservateur                      |                                               | Mike Nattrass UKIP (2004–2013) Indépendant (2013–2014) An Independence from Europe (2014) | Mike Nattrass UKIP (2004–2013) Indépendant (2013–2014) An Independence from Europe (2014) | Mike Nattrass UKIP (2004–2013) Indépendant (2013–2014) An Independence from Europe (2014) | Mike Nattrass UKIP (2004–2013) Indépendant (2013–2014) An Independence from Europe (2014) | Mike Nattrass UKIP (2004–2013) Indépendant (2013–2014) An Independence from Europe (2014) |                                               | Jill Seymour UKIP (2014-2019) Brexit Party (2019)                                              | Jill Seymour UKIP (2014-2019) Brexit Party (2019)                                              | Jill Seymour UKIP (2014-2019) Brexit Party (2019)                                              | Jill Seymour UKIP (2014-2019) Brexit Party (2019)                                              |                                               | Martin Daubney Brexit Party                         |                                               |
| MEP Parti                                     |                                               | Liz Lynne Libéral Démocrate                   | Liz Lynne Libéral Démocrate                   | Liz Lynne Libéral Démocrate                                                               | Liz Lynne Libéral Démocrate                                                               | Liz Lynne Libéral Démocrate                                                               |                                                                                           | Phil Bennion Libéral Démocrate                                                            |                                               | James Carver UKIP (2014-2018) Indépendant (2018-19)                                            | James Carver UKIP (2014-2018) Indépendant (2018-19)                                            | James Carver UKIP (2014-2018) Indépendant (2018-19)                                            | James Carver UKIP (2014-2018) Indépendant (2018-19)                                            |                                               | Phil Bennion Libéral Démocrate                      |                                               |
| MEP Parti                                     |                                               | Neena Gill Travailliste                       | Neena Gill Travailliste                       | Neena Gill Travailliste                                                                   |                                                                                           | Nikki Sinclaire UKIP (2009–10) Indépendant (2010–12) We Demand a Referendum (2012–2014)   | Nikki Sinclaire UKIP (2009–10) Indépendant (2010–12) We Demand a Referendum (2012–2014)   | Nikki Sinclaire UKIP (2009–10) Indépendant (2010–12) We Demand a Referendum (2012–2014)   |                                               | Neena Gill Travailliste                                                                        | Neena Gill Travailliste                                                                        | Neena Gill Travailliste                                                                        | Neena Gill Travailliste                                                                        | Neena Gill Travailliste                       | Neena Gill Travailliste                             |                                               |
| MEP Parti                                     |                                               | Michael Cashman Travailliste                  | Michael Cashman Travailliste                  | Michael Cashman Travailliste                                                              | Michael Cashman Travailliste                                                              | Michael Cashman Travailliste                                                              | Michael Cashman Travailliste                                                              | Michael Cashman Travailliste                                                              |                                               | Siôn Simon Travailliste                                                                        | Siôn Simon Travailliste                                                                        | Siôn Simon Travailliste                                                                        | Siôn Simon Travailliste                                                                        |                                               | Ellie Chowns Green                                  |                                               |
| MEP Parti                                     |                                               | Simon Murphy Travailliste                     | Siège aboli                                   | Siège aboli                                                                               | Siège aboli                                                                               | Siège aboli                                                                               | Siège aboli                                                                               | Siège aboli                                                                               | Siège aboli                                   | Siège aboli                                                                                    | Siège aboli                                                                                    | Siège aboli                                                                                    | Siège aboli                                                                                    | Siège aboli                                   | Siège aboli                                         | Siège aboli                                   |

## Résultats des élections
Les candidats élus sont indiqués en gras. Entre parenthèses indiquent le nombre de votes par siège.

### 2019

Carte montrant le parti vainqueur par zone de dépouillement lors des élections au Parlement européen de 2019;
Brexit Party
Travailliste
Libéral Démocrate

| Élections européennes de 2019: West Midlands | Élections européennes de 2019: West Midlands | Élections européennes de 2019: West Midlands                                                                             | Élections européennes de 2019: West Midlands | Élections européennes de 2019: West Midlands | Élections européennes de 2019: West Midlands |
| Liste                                        | Liste                                        | Candidats | Votes                                        | %                                            | ±                                            |
| -------------------------------------------- | -------------------------------------------- | --- | -------------------------------------------- | -------------------------------------------- | -------------------------------------------- |
|                                              | Brexit                                       | Rupert Lowe (1) Martin Daubney (2) Andrew England Kerr (5) Vishal Khatri, Nikki Page, Laura Kevehazi, Katharine Harborne | 507,152 (169 050,67)                         | 37,66                                        | +37.66                                       |
|                                              | Travailliste                                 | Neena Gill (3) Siôn Simon, Julia Buckley, Ansar Khan, Zarah Sultana, Sam Hennessy, Liz Clements                          | 228,298                                      | 16,95                                        | -9.76                                        |
|                                              | Libéral Démocrate                            | Phil Bennion (4) Ade Adeyemo, Jeanie Falconer, Jenny Wilkinson, Jennifer Gray, Beverley Nielsen, Lee Dargue              | 219,982                                      | 16,33                                        | +10.77                                       |
|                                              | Green                                        | Ellie Chowns (6) Diana Toynbee, Paul Woodhead, Julian Dean, Louis Stephen, Helen Heathfield, Kefentse Dennis             | 143,520                                      | 10,66                                        | +5.40                                        |
|                                              | Conservateur                                 | Anthea McIntyre (7) Daniel Dalton, Suzanne Webb, Meirion Jenkins, Alex Philips, Mary Noone, Ahmed Ejaz                   | 135,279                                      | 10,04                                        | -14.27                                       |
|                                              | UKIP                                         | Ernest Valentine, Paul Williams, Graham Eardley, Paul Allen, Nigel Ely, Joe Smyth, Derek Bennett                         | 66,934                                       | 4,97                                         | -26.52                                       |
|                                              | Change UK                                    | Stephen Dorrell, Charlotte Gath, Peter Wilding, Amrik Kandola, Joanna McKenna, Victor Odusanya, Lucinda Empson           | 45,673                                       | 3,39                                         | +3.39                                        |
| Participation                                | Participation                                | Participation | 1 355 222                                    | 33,1                                         | en stagnation                                |

### 2014
| Suffrages exprimés | Suffrages exprimés | Suffrages exprimés       | 1 359 207 |             |       |  |
|                    | |                          |           |             |       |  |
|                    | Candidat | Parti                    | Suffrages | Pourcentage | Var.  |  |
|                    | Jill Seymour, James Carver, Bill Etheridge, Phil Henrick, Michael Wrench, Michael Green, Lyndon Jones,                       | UKIP                     | 428 010   | 31,49 %     | +10.2 |  |
|                    | Neena Gill, Siôn Simon, Lynda Waltho, Ansar Ali Khan, Olwen Hamer, Tony Ethapemi, Philippa Louise Roberts,                   | Labour                   | 363 033   | 26,71 %     | +9.7  |  |
|                    | Philip Bradbourn, Anthea McIntyre, Daniel Dalton, Michael Burnett, Sibby Buckle, Daniel Sames, Alex Avern,                   | Conservateur             | 330 470   | 24,31 %     | -3.8  |  |
|                    | Phil Bennion, Jonathan Webber, Christine Tinker, Ayoub Khan, Tim Bearder, Neville Farmer, John Redfern,                      | Liberal Democrats        | 75 648    | 5,57 %      | -6.4  |  |
|                    | Will Duckworth, Aldo Mussi, Vicky Duckworth, Tom Harris, Karl Macnaughton, Duncan Kerr, Laura Katherine Vesty,               | Green                    | 71 464    | 5,26 %      | -0.9  |  |
|                    | Mike Nattrass, Mark Nattrass, Joshna Pattni, Carl Henry Humphries, George Viner Forrest, Douglas Stephen Ingram, Paul Alders | Independence from Europe | 27 171    | 2 %         | N/A   |  |
|                    | Nikki Sinclaire, Andy Adris, Linda Brown, David Bennett, Judith Smart, Thomas Reid, Amanda Wilson,                           | We Demand a Referendum   | 23 426    | 1,72 %      | N/A   |  |
|                    | Michael Coleman, Jennifer Matthys, Kenneth Griffiths, Simon Patten, David Bradnock, Mark Badrick, Phil Kimberley,            | BNP                      | 20 643    | 1,52 %      | -7.1  |  |
|                    | Derek Hilling, Chris Newey, Stephen Paxton, Charles Hayward, Margaret Stoll, David Lane, Fred Bishop,                        | English Democrats        | 12 832    | 0,94 %      | -1.4  |  |
|                    | Dave Nellist, Pat Collins, Joanne Stevenson, Sophia Hussain, Paul Edward Reilly, Andrew Mark Chaffer, Amanda Jane Marfleet,  | NO2EU                    | 4 653     | 0,34 %      | -0.7  |  |
|                    | Reg Mahrra | Harmony Party            | 1 857     | 0,14 %      | N/A   |  |

Résultats de 2014

Anthea McIntyre est devenu MEP en novembre 2011, lorsque les dispositions pertinentes du traité de Lisbonne sont entrées en vigueur, son ajout étant basé sur le vote de 2009. Phil Bennion est devenu un MEP à la suite de la démission de Liz Lynne.

### 2009
| Suffrages exprimés | Suffrages exprimés                                                                                           | Suffrages exprimés | 1 413 036 |             |      |  |
|                    | |                    |           |             |      |  |
|                    | Candidat | Parti              | Suffrages | Pourcentage | Var. |  |
|                    | Philip Bradbourn, Malcolm Harbour Anthea McIntyre, Michael Burnett, Mark Spelman, Daniel Dalton              | Conservateur       | 396 847   | 28,08 %     | +0.7 |  |
|                    | Mike Nattrass, Nikki Sinclaire Jill Seymour, Rustie Lee, Malcolm Hurst, Jonathan Oakton                      | UKIP               | 300 471   | 21,26 %     | +3.8 |  |
|                    | Michael Cashman Neena Gill, Claire Edwards, Anthony Painter, Victoria Quinn, Mohammed Nazir                  | Labour             | 240 201   | 17 %        | -6.4 |  |
|                    | Liz Lynne Phil Bennion, Susan Juned, Colin Ross, Stephen Barber, William Powell                              | Liberal Democrats  | 170 246   | 12,05 %     | -1.7 |  |
|                    | Simon Darby, Alby Walker, Chris Turner, Ken Griffiths, Ellie Walker                                          | BNP                | 121 967   | 8,63 %      | +1.1 |  |
|                    | Felicity Norman, Peter Tinsley, Chris Williams, Ian Davison, Vicky Dunn, Dave Wall                           | Green              | 88 244    | 6,24 %      | +1.1 |  |
|                    | David Lane, Frederick Bishop, John Lane, Graham Walker, Michael Ellis, Kim Gandy                             | English Democrats  | 32 455    | 2,3 %       | N/A  |  |
|                    | David Booth, Samuel Nelson, Abiodun Akiwumi, Yeside Oguntoye, Ade Raji, Maxine Hargreaves                    | Christian          | 18 784    | 1,33 %      | N/A  |  |
|                    | John Tyrrell, Satbir Singh Johal, Rajinder Claire, Bhagwant Singh, Surinder Pal Virdee, Shangra Singh Bhatoe | Socialist Labour   | 14 724    | 1,04 %      | +0.4 |  |
|                    | David Nellist, Dyal Singh Bagri, Malcolm Gribbin, Jo Stevenson, Peter MacLaren, Andy Chaffer                 | NO2EU              | 13 415    | 0,95 %      | N/A  |  |
|                    | Geoffery Coady, Graham Burton, Jeremy Spencer, David Bennett, Colin Thompson                                 | Jury Team          | 8 721     | 0,62 %      | N/A  |  |
|                    | Jimmy Millard, Bridget Rose, Zigi Davenport, Andrew Bebbington, David Black, Matthew Lingard                 | Libertas           | 6 961     | 0,49 %      | N/A  |  |

### 2004
| Suffrages exprimés | Suffrages exprimés | Suffrages exprimés | 1 437 035 |             |       |  |
|                    | |                    |           |             |       |  |
|                    | Candidat | Parti              | Suffrages | Pourcentage | Var.  |  |
|                    | Philip Bushill-Matthews, Philip Bradbourn, Malcolm Harbour Andrew Griffiths, Peter Butler, Michael John Burnett, Jeremy Lefroy                        | Conservateur       | 392 937   | 27,34 %     | -10.6 |  |
|                    | Michael Cashman, Neena Gill Susan Mary Hayman, Anthony Paul Carroll, Claire Edwards, Mohammad Nazir, Jane Louise Heggie                               | Labour             | 336 613   | 23,42 %     | -4.6  |  |
|                    | Michael Nattrass Earl of Bradford, Denis Vernon Brookes, Richard John Chamings, Christopher Rupert Kingsley, Greville James Guy Warwick, Andrew Moore | UKIP               | 251 366   | 17,49 %     | +11.8 |  |
|                    | Liz Lynne Paul Calvin Tilsley, Phillip Bennion, Martin Marshall Turner, Nicola Sian Davies, Lorely Burt, Michael David Dixon                          | Liberal Democrats  | 197 479   | 13,74 %     | +2.4  |  |
|                    | Simon Darby, Simon Charles Smith, Martin David Roberts, Robert Purcell, Mark Andrew Payne, Michael Coleman, William Thomas Locke                      | BNP                | 107 794   | 7,5 %       | +5.8  |  |
|                    | Chris Lennard, Felicity Mary Norman, David Wall, Barney Smith, Thomas Christopher Hellberg, Damon Leroy Hoppe, Rebecca Roseff                         | Green              | 73 991    | 5,15 %      | -0.6  |  |
|                    | John Rees, Salma Yaqoob, Cheryl Jacqueline Naomi Garvey, Mohammad Naseem, Winifred Olive Mary Whitehouse, Anil Seera, Penelope Hicks                  | Respect            | 34 704    | 2,41 %      | N/A   |  |
|                    | Barry Hodgson | Pensioners         | 33 501    | 2,33 %      | N/A   |  |
|                    | Dick Rodgers | Common Good        | 8 650     | 0,6 %       | N/A   |  |

### 1999
| Suffrages exprimés | Suffrages exprimés | Suffrages exprimés        | 848 684   |             |      |  |
|                    | |                           |           |             |      |  |
|                    | Candidat | Parti                     | Suffrages | Pourcentage | Var. |  |
|                    | John Corrie, Philip Bushill-Matthews, Malcolm Harbour, Philip Bradbourn Richard Normington, Virginia Taylor, Mark Greenburgh, Michael Burnett | Conservateur              | 321 719   | 37,91 %     | N/A  |  |
|                    | Simon Murphy, Michael Cashman, Neena Gill Mike Tappin, David Hallam, Phil Davis, Nuala O'Kane, Brenda Etchells                                | Labour                    | 237 671   | 28 %        | N/A  |  |
|                    | Liz Lynne Paul Tilsley, Susan Juned, Phillip Bennion, Joan Walmsley, Sardul Marwa, Jamie Calder, John Cordwell                                | Libéraux-démocrates       | 95 769    | 11,28 %     | N/A  |  |
|                    | Mike Nattrass, Paul Garratt, Jonathan Oakton, Richard Charnings, Douglas Hope, Ian Crompton, Richard Adams, Clive Easton                      | UKIP                      | 49 621    | 5,85 %      | N/A  |  |
|                    | Felicity Norman, Guy Woodford, Paul Baptie, Hazel Clawley, Richard Mountford, Alan Clawley, Andrew Holtham, Elly Stanton                      | Green                     | 49 440    | 5,83 %      | N/A  |  |
|                    | Christine Oddy | Independent Labour        | 36 849    | 4,34 %      | N/A  |  |
|                    | Michael Hyde, Robert Wheway, Colin Hallmark, Ann Winfield, Nicholas Brown, Anthony Bourko, David Hallmark, Joyce Millington                   | Liberal                   | 14 954    | 1,76 %      | N/A  |  |
|                    | Sharron Edwards, Simon Darby, Stephen Edwards, Jeffrey Astbury, Keith Axon, Steven Batkin, Tommy Rogers, John Haycock                         | BNP                       | 14 344    | 1,69 %      | N/A  |  |
|                    | Brendan Donnelly, Rob Coppinger, Tim Perkins, Diane Hazeldine, Andrew Notman, John Gretton, Steve Law, John Marshall                          | Pro-Euro Conservative     | 11 144    | 1,31 %      | N/A  |  |
|                    | Dave Nellist, John Rothery, Lanne Hubbard, Salman Mirzo, Natasha Millward, Robert Hope, James Cessford, Peter McNally                         | Socialist Alliance        | 7 203     | 0,85 %      | N/A  |  |
|                    | Sonan Singh, Satbir Singh Johal, Judith Sambrook-Marshall, Surinder Pal Virdee, David Ayrton, Brenda Procter, Carlos Rule, Michael Atherton   | Socialist Labour          | 5 257     | 0,62 %      | N/A  |  |
|                    | Michael Gibbs | EDP English Freedom Party | 3 066     | 0,36 %      | N/A  |  |
|                    | Paul Davis, James Drewster, Huw Meads, Roger Gerrett, Mary Griffin, Roderic McCarthy, Brian Winstanley, Michael Twite                         | Natural Law               | 1 647     | 0,19 %      | N/A  |  |